# Spariolenus secundus
Spariolenus secundus là một loài nhện trong họ Sparassidae.
Loài này thuộc chi Spariolenus. Spariolenus secundus được Peter Jäger miêu tả năm 2006.